# N-M vízibusz (Velence)
A velencei N-M vagy Notturno Murano jelzésű vízibusz a Fondamente Nove és Murano között közlekedik éjszaka. A viszonylatot az ACTV üzemelteti.

## Története
A N-M vízibusz a kezdetektől Murano megállóit köti össze a Fondamente Novével éjszakánként. 2000-ben a DM járattal együtt alakították ki.
A N-M járat története:
| Időszak     | Járat- szám | Megállók |
| ----------- | ----------- | --- |
| 1978 – 1983 | 5           | Riva degli Schiavoni – Tana – Celestia – Ospedale Civile – Fondamente Nuove – Isola San Michele – Murano (Navagrero) – Murano (Museo) – Murano (Fondamenta Venier) – Murano (Serenella) – Murano (Navagero) – Murano (Faro) – Murano (Colonna) – Isola San Michele – Fondamente Nuove – Madonna dell’Orto – San Alvise – Ponte Tre Archi – Ponte Guglie – Ferrovia – Piazzale Roma – Zattere – Santa Eufemia – Redentore – Ostello – San Giorgio Maggiore – Riva degli Schiavoni |
| 1984 – 1995 | 5           | Riva degli Schiavoni – Tana – Celestia – Ospedale Civile – Fondamente Nuove – Isola San Michele – Murano (Navagrero) – Murano (Museo) – Murano (Fondamenta Venier) – Murano (Serenella) – Murano (Navagero) – Murano (Faro) – Murano (Colonna) – Isola San Michele – Fondamente Nuove – Madonna dell’Orto – San Alvise – Ponte Tre Archi – Ponte Guglie – Ferrovia – Piazzale Roma – Zattere – Santa Eufemia – Redentore – Ostello – San Giorgio Maggiore – Riva degli Schiavoni |
| 1984 – 1995 | 5/          | Riva degli Schiavoni – Sant’Elena – Murano (Navagrero) – Murano (Museo) – Murano (Fondamenta Venier) – Murano (Serenella) – Murano (Navagero) – Murano (Faro) – Murano (Colonna) – Ponte Tre Archi – Ponte Guglie – Ferrovia – Piazzale Roma – Tronchetto A (1991-től) – Tronchetto B (1991-től) |
| 1996 – 1998 | 23          | San Zaccaria (Iolanda) – Tana – Celestia – Ospedale Civile – Fondamente Nuove – Cimitero – Murano (Navagero) – Murano (Faro) – Murano (Colonna) – Cimitero – Fondamente Nove – Ospedale Civile – Celestia – Tana – San Zaccaria (Iolanda) (Csak ebben az irányban) |
| 1996 – 1998 | 52 verde    | Lido (Santa Maria Elisabetta) – Sant’Elena – Giardini Biennale – San Zaccharia (Iolanda) – Zattere – Santa Marta – Piazzale Roma – Ferrovia (Bar Roma) – Ponte di Guglie – Ponte di Tre Archi – San Alvise – Madonna dell’Orto – Fondamente Nove – Cimitero – Murano (Colonna) – Murano (Serenella) – Murano (Fondamenta Vernier) – Murano (Museo) – Murano (Navagero) – Murano (Faro) – Murano (Colonna) – Cimitero – Fondamente Nove – Madonna dell’Orto – San Alvise – Ponte di Tre Archi – Ponte di Guglie – Ferrovia (Bar Roma) – Piazzale Roma – Santa Marta – Zattere – San Zaccaria (Iolanda) – Giardini Biennale – Sant’Elena – Lido (Santa Maria Elisabetta) (Csak ebben az irányban) |
| 1996 – 1998 | 52 viola    | Piazzale Roma (Santa Chiara) – Sacca Fisola – Sant’Eufemia – Zitelle – San Zaccaria (Iolanda) – Tana – Celestia – Ospedale Civile – Fondamente Nove – Cimitero – Murano (Colonna) – Murano (Serenella) – Murano (Fondamenta Vernier) – Murano (Museo) – Murano (Navagero) – Murano (Faro) – Murano (Colonna) – Fondamente Nove – Ospedale Civile – Celstia – Tana – San Zaccaria (Iolanda) – Zitelle – Sant’Eufemia – Sacca Fisola – Piazzale Roma (Santa Chiara) (csak ebben az irányban) |
| 1999 – 2000 | 71          | San Zaccaria (Jolanda) – Murano (Navagero) – Murano (Museo) – Murano (Fondamente Venier) – Murano (Serenella) – Murano (Colonna) – Piazzale Roma (Santa Chiara) – Tronchetto (Csak ebben az irányban) |
| 1999 – 2000 | 72          | Tronchetto – Piazzale Roma (Santa Chiara) – Murano (Colonna) – Murano (Serenella) – Murano (Fondamente Venier) – Murano (Museo) – Murano (Navagero) – San Zaccaria (Jolanda) (Csak ebben az irányban) |
| 2001        | 71          | San Zaccaria (Jolanda) – Murano (Navagero) – Murano (Museo) – Murano (Fondamente Venier) – Murano (Serenella) – Murano (Colonna) – Piazzale Roma (Santa Chiara) – Tronchetto (Csak ebben az irányban) |
| 2001        | 72          | Tronchetto – Piazzale Roma (Santa Chiara) – Murano (Colonna) – Murano (Serenella) – Murano (Fondamente Venier) – Murano (Museo) – Murano (Navagero) – San Zaccaria (Jolanda) (Csak ebben az irányban) |
| 2001        | N-M         | Fondamente Nove – Murano (Colonna) – Murano (Faro) – Murano (Navagero) – Murano (Museo) – Murano (Fondamente Venier) – Murano (Serenella) – Murano (Colonna) – Fondamente Nove (Csak ebben az irányban) |
| 2001 – ma   | N-M         | Fondamente Nove – Murano (Colonna) – Murano (Faro) – Murano (Navagero) – Murano (Museo) – Murano (Fondamente Venier) – Murano (Serenella) – Murano (Colonna) – Fondamente Nove (Csak ebben az irányban) |

## Megállóhelyei
| sz. | idő (perc) | megállóhely neve    | nappali átszállási kapcsolatok                                                          | látnivalók                            |
| --- | ---------- | ------------------- | --------------------------------------------------------------------------------------- | ------------------------------------- |
| 0   | 0          | Fondamente Nove "B" | 4.1, 4.2, 5.1, 5.2, 12, 13, 22, N-LN, Alilaguna A, Alilaguna B, Alilaguna G             | Gesuiti                               |
| 1   | 8          | Murano Colonna      | 3, 4.1, 4.2, 7, 18, Alilaguna B, Alilaguna G, Colombina                                 |                                       |
| 2   | 10         | Murano Faro         | 3, 4.1, 4.2, 7, 12, 13, 18, N-LN, Colombina                                             | Faro, Stazione Sperimentale del Vetro |
| 3   | 12         | Murano Navagero     | 3, 4.1, 4.2, 7, 18, Alilaguna V, Colombina                                              |                                       |
| 4   | 14         | Murano Museo        | 3, 4.1, 4.2, Alilaguna R                                                                | Museo Vetrario, Santa Maria e Donato  |
| 5   | 16         | Murano Venier       | 3, 4.1, 4.2                                                                             | Santa Maria degli Angeli              |
| 6   | 18         | Murano Serenella    | 4.1, 4.2                                                                                |                                       |
| 7   | 22         | Murano Colonna      | 3, 4.1, 4.2, 7, 18, Alilaguna B, Alilaguna G, Colombina                                 |                                       |
| 8   | 30         | Fondamente Nove "B" | 4.1, 4.2, 5.1, 5.2, 12, 18, 21, 22, M-LN, Alilaguna B, Alilaguna G, Balneari San Alvise | Gesuiti                               |

Megjegyzések:
- A dőlttel szedett járatszámok időszakos (nyári) járatokat jelölnek.
- A fenti átszállási lehetőségek csak elméleti lehetőségek, hiszen az N-M éjszakai járat, így gyakorlatilag nincs kapcsolata a nappali járatokkal.